# ریچموند دیل (اوهایو)
ریچموند دیل، اوهایو (انگلیسی: Richmond Dale, Ohio) (گاهی اوقات ریچموند لای) یک مکان تعیین شده برای سرشماری در شهر مرکزی جفرسون، راس کانتی، اوهایو، ایالات متحده است. اگر چه این اجتماع ثبت قانونی نشده، اما دارای دفتر پست، با کد پستی ۴۵۶۷۳ است. این منطقه در امتداد شاهراه اتوبان ایالتی ۳۵ ایالات متحده در جنوب شرقی شهر چیلیکات واقع شده‌است.